# Nicolas-Theodore Gobley
Theodore (Nicolas) Gobley (11 de mayo de 1811, París, Francia – 1 de septiembre de 1876, Bagnères-de-Luchon, Francia) fue un químico francés muy relacionado con el trabajo de los fosfolípidos. Uno de sus mayores logros científicos es el descubrimiento en el periodo de 1846/1847 de la lecitina (Fosfatidilcolina).

## Biografía
Estudió farmacia en París y trabajó posteriormente con el farmacólogo francés Pierre Robiquet y juntos estudiaron la estructura de los alcaloides de opio: cafeína y codeína. Hace sus trabajos como asistente de medicina y en el periodo que va desde 1837 hasta 1861 abre una Farmacia en París. Fue uno de los primeros científicos en aislar la vainillina (uno de los componentes aromáticos de la vainilla en el año 1858.
De la misma forma durante el periodo que va desde 1842 hasta 1847 trabaja como profesor en la École de farmacia así como en la academia de medicina. Descubre en el periodo que va desde el 1846 hasta 1847 la lecitina (Fosfatidilcolina), la denomina así del griego Lekithos (yema de huevo). En los años posteriores hizo abundantes investigaciones en temas de fosfolípidos relacionados con substancias del cuerpo humano.
Para detalles, referirse a la versión francesa Theodore Gobley

## Trabajos y publicaciones
- Théodore Nicolas Gobley, "Note sur l'Elaïomètre, nouvel instrument d'essai pour les huiles d'olive", Journal de Pharmacie et de Chimie, volume=4, 1843, ISSN =0001-4036
- Théodore Nicolas Gobley, "Sur l'existence des acides oléique, margarique et phosphoglycérique dans le jaune d'oeuf. Premier Mémoire: Sur la composition chimique du jaune d'oeuf", Comptes rendus hebdomadaires des séances de l'Académie des sciences, volume=21, 1845, ISSN =0001-4036
- Théodore Nicolas Gobley, "Recherches chimiques sur le jaune d'oeuf de poule", Comptes rendus hebdomadaires des séances de l'Académie des sciences, volume=21,1845,ISSN =0001-4036
- Théodore Nicolas Gobley, "Recherches chimiques sur le jaune d'oeuf - Examen comparatif du jaune d'oeuf et de la matière cérébrale", Journal de Pharmacie et de Chimie|, volume=11, 1847, pages=409 à 412, ISSN=0001-4036
- Théodore Nicolas Gobley, "Recherches chimiques sur les oeufs de carpe", Journal de Pharmacie et de Chimie, volume=17 et 18, 1850, ISSN=0001-4036
- Théodore Nicolas Gobley, "Recherches chimiques sur la laitance de carpe", Journal de Pharmacie et de Chimie, volume=19,1851, ISSN=0001-4036
- Théodore Nicolas Gobley, "Recherches chimiques sur la matière grasse du sang veineux de l'homme", Journal de Pharmacie et de Chimie,volume=21,1852,ISSN=0001-4036
- Théodore Nicolas Gobley, " Recherches sur la nature chimique et les propriétés des matières grasses contenues dans la bile", Journal de Pharmacie et de Chimie, volume =30,1856,ISSN=0001-4036
- Théodore Nicolas Gobley, " Recherche sur le principe odorant de la vanille", Journal de Pharmacie et de Chimie, 1858, ISSN=0001-4036
- Jean-Louis-Marie Poiseuille, Théodore Nicolas Gobley, " Recherches sur l'urée", Comptes rendus hebdomadaires des séances de l'Académie des sciences,volume=49,1859,ISSN =0001-4036,
- Théodore Nicolas Gobley, "Recherches chimiques sur le cerveau", Journal de Pharmacie et de Chimie, volume=19,1874, pages=346-354, ISSN=0001-4036
- Théodore Nicolas Gobley, "Sur la lécithine et la cérébrine", Journal de Pharmacie et de Chimie, volume=20,1874, pages=98-103, ISSN=0001-4036